# عثة أطلس
عثَّةُ الأَطْلَسِ أو الفراشة الفهقة أو الفراشة الأطلسية (الاسم العلمي Attacus atlas)، هي حشرة عثية من عثة زحل متوطنة في غابات آسيا. يبلغ حجمها مع جناحيها ما بين 25-30 سم. يرقاتها أغزر أنواع الرتبة إنتاجًا لخيوط الأطلس، وهو نوع من الحرير.